# 環境部資源循環署
 環境部資源循環署（簡稱資源循環署）是中華民國環境部所屬機關，主管一般廢棄物源頭減量、事業廢棄物、資源回收與循環利用及清除處理業務。

## 歷史
- 2021年1月7日，修正發布〈共通性事業廢棄物再利用管理辦法〉。2月22日，修正發布〈事業廢棄物貯存清除處理方法及設施標準〉。7月1日，由原環保署廢棄物管理處成立「資源循環辦公室」，將過去視為垃圾的「廢棄物」管理，轉變為物質全生命週期的「資源」。[1]。9月13日，修正〈公民營廢棄物清除處理機構許可管理辦法〉。9月15日，修正公告〈應進行流向追蹤之事業廢棄物再利用產品〉。
- 2022年4月28日，公告〈一次用飲料杯限制使用對象及實施方式〉。4月29日，訂定〈限制含聚氯乙烯之平板包材、公告應回收容器及非平板類免洗餐具不得製造、輸入及販賣〉。
- 2023年5月24日，制定公布環境部資源循環署組織法[2]7月1日，〈網際網路購物包裝限制使用對象及實施方式〉生效。8月1日，〈免洗餐具限制使用對象及實施方式〉生效。8月22日環境部改制升格後，環保署廢棄物管理處與資源回收管理基金管理會合併後成立「環境部資源循環署」。

## 組織架構
- 署長一人，職務列簡任第十三職等
  - 副署長二人，職務列簡任第十二職等
    - 主任秘書，職務列簡任第十一職等

輔助單位
- 秘書室
- 人事室
- 主計室
- 政風室

業務單位
- 綜合規劃組
- 永續消費回收組
- 再利用推動組
- 循環處理組

其他
- 基金管理會

## 外部連結
- 環境部資源循環署 （页面存档备份，存于）